# Сиисо Беренг Сиисо
Сиисо Беренг Сиисо (англ. Seeiso Bereng Seeiso; род. 16 апреля 1966, Morija) — член королевской семьи Лесото, сын короля Мошвешве II и младший брат короля Летсие III.

## Биография
Родился 16 апреля 1966 года в семье короля Мошвешве II и его супруги Мамохато Беринг Сиисо. Он получил степень магистра международных исследований в Бирмингемском университете в 1996 году.
В 2015—2017 годах он занимал пост президента Сената Лесото. Принц Сиисо получил награду «Дипломат года из Африки» от журнала Diplomat во время работы верховным комиссаром Лесото в Соединённом Королевстве. Он также является обладателем Стипендии Чивнинг.
В апреле 2006 года он и принц Гарри основали благотворительную организацию под названием Sentebale, специализирующуюся на поддержке организаций, работающих с детьми, ставшими сиротами в результате ВИЧ и СПИДа.
Он был удостоен почетной степени Бирмингемского университета в 2007 году. Сиисо Беренг Сиисо является главным вождём Масеру.
Он и его жена присутствовали на свадьбе принца Гарри и Меган Маркл, став единственными иностранными членами королевской семьи на церемонии.

## Личная жизнь
Принц Сиисо женат на принцессе Маберенг Сиисо с 15 декабря 2003 года. У них есть двое сыновей и дочь.